# Асіа Гранатурофф
Асіа (Хася) Гранатурофф (фр. Assia Granatouroff, нар. 6 жовтня 1911, Богопіль, тепер частина м. Первомайськ Миколаївської області — пом. 17 травня 1982, Париж, Франція) — відома модель для багатьох фотографів, художників і скульпторів Парижа 1930-х років.

## Біографія
Народилася в містечку Богопіль, волосному центрі Балтського повіту Подільської губернії в сім'ї одеського міщанина Єхтеля Шмульовича Гранатурова та його дружини Нехами. Коли їй було три роки, батько виїхав у США. Наприкінці 1920 року, батько забирає свою дружину і дітей до Парижа, де він жив зі своєю сестрою.
В 16 років Ася почала самостійне життя та переїхала на Монпарнас, який був центром мистецького життя Парижа. Присвятила себе художній творчості, захоплювалася квітковими мотивами, займалася конструюванням текстильних виробів, захоплювалася квітковими мотивами.
З 1930 року стала моделлю для фотографів, а згодом — для скульпторів (Чарльза Діспуа (присвятив їй одну зі своїх робіт — Assia), Арістіда Майоля, Поля Бельмондо, Хана Орлова) і художників (Андре Дерен, Мойше Кіслінг, Кес ван Донген, Марсель Громари, Сюзанна Валадон). Водночас прагнула зробити театральну кар'єру під керівництвом Чарльза Дулліна. 1935 року зіграла кілька ролей в кіно, зокрема в фільмі Очі чорні (за сценарієм Віктора Туржанського).
1940 — переховувалася від нацистів, вступила до руху Опору та змінила прізвище на французьке Гранатур.
1949 — розлучилася з чоловіком. Від 1950 року чоловік перебував під впливом езотеричного руху, його художня творчість повністю сконцентрувалася на символізмі.
Післявоєнний період життя Асія Гранатурофф продовжує присвячувати художньому виробництву, регулярно демонструючи свої роботи. Створювала композиції з квітів, а також гобелени, на які її надихали карти Таро.
Померла від раку.